# Велика прогулянка (фільм, 1966)
«Велика прогулянка» (фр. La Grande Vadrouille) — франко-британська комедія 1966 року режисера Жерара Урі з Луї де Фюнесом і Андре Бурвілем в головних ролях.
Фільм був найуспішнішим у Франції від часу прем'єри і до 1997 року, коли на екрани вийшов «Титанік». Також протягом 42 років фільм був лідером прокату серед французьких фільмів (він був переглянутий понад 17 мільйонами глядачів). Рекорд був подоланий лише у 2008 році, після виходу фільму «Ласкаво просимо до Шті».

## Сюжет
Події фільму відбуваються на території окупованої Франції. Літо 1942 року. Небо над Парижем. Після виконання важливого завдання, англійський бомбардувальник збився з курсу і був збитий німецькими зенітниками. Екіпаж літака (Террі-Томас, Клаудіо Брук, Майк Маршалл), домовившись зустрітися через деякий час в турецькій лазні, викинулися з палаючого літака на парашутах прямо над містом. Один з них приземляється на даху будинку, де працює паризький маляр Огюстен Буве (Бурвіль). Інший падає на дах Гранд-Опера і ховається разом з парашутом в апартаментах головного диригента. А командир екіпажу сер Реджинальд «приводнюється» в зоопарку — прямісінько в ставок з тюленями.
Англійським льотчиками допомагають сховатися Огюстен Буве і буркотливий диригент Паризької Опери Станіслас Лефор (Луї де Фюнес). Полювання за пілотами і їх помічниками веде офіцер вермахту майор Ашбах. Починаються абсолютно неймовірні пригоди… Врешті, після довгої втечі від німців, герої фільму за допомогою підпільників Руху Опору успішно переправляються в безпечну Швейцарію.
Велика прогулянка — другий фільм Жерара Урі, після «Роззяви», у якому грали у парі Луї де Фюнес та Андре Бурвіль. В цьому фільмі знову було показано два персонажі з різними темпераментами та різним соціальним статусом.

## У ролях
- Луї де Фюнес — Станіслас Лефорт, диригент Паризької Опери
- Бурвіль — маляр Огюстен Буве
- Террі-Томас — сер Реджинальд Брук, командир англійського літака
- Клаудіо Брук — Пітер Каннінгем, член екіпажу
- Майк Маршалл — Алан Макінтош, член екіпажу
- Бенно Штерценбах — майор Ашбах
- Марі Дюбуа — Жульетта
- Колетт Броссе, Гі Гроссо, Мішель Модо та ін.

## Нагороди
- 1977 — Премія «Золотий екран», Німеччина

## Фільм в радянському прокаті і в Україні
В СРСР прем'єра фільму відбулася у 1968 році. Фільм дубльований на кіностудії «Союзмультфільм». Режисер дубляжу Георгій Калітієвський. Російський текст Євгена Гальперіна.
Українською фільм був перекладений та озвучений у 2012 році на студії «Цікава Ідея» на замовлення мережевої спільноти «Гуртом».